# 정승원 (성악가)
정승원(1999년 1월 25일 ~ )은 대한민국의 성악가다.

## 방송
- 팬텀싱어 4 (2023) - 우승

## 공연
- 사랑의 묘약 (2017)
- 탐앤탐스 탐스테이지 - 비포 선셋 (2022)
- 마술피리 (2022)

## 수상
- 대한민국 모델 대상 넥스트 스타상 (2022)